# Saint Boris et saint Gleb (de Kolomna)
L'icône des Saint Boris et saint Gleb de Kolomna ou Boris et Gleb avec des scènes de leur vie est, selon l'historien d'art Mikhaïl Alpatov, l'une des plus belles sur le thème des deux saints. Boris et Gleb forment un thème très fréquent dans l'iconographie russe. Chacun des frères tient en main une croix qui symbolise leur martyre, et une épée. Les visages ne sont pas peints de face mais légèrement tournés de côté, l'un vers l'autre. Leur allure est plus naturelle que sur leurs représentations plus anciennes. Le maître qui les réalisa pour l'église de Kolomna vient du centre de la Russie.

## Appréciation
Le regard troublé des deux frères fait allusion à leur prémonition de leur destin tragique. Les polés latéraux illustrent la vie des frères. L'historien d'art Mikhaïl Alpatov suggère que le peintre de Russie centrale qui l'a réalisée a travaillé durant des années pénibles de l'occupation mongole. Mais en même temps il fait figurer ses souvenirs de la glorieuse Russie de Kiev. L'artiste n'a rien ajouté, si ce ne sont les polés, aux figures créées par des prédécesseurs. Les personnages sont transfigurés par l'artiste : ce ne sont plus seulement des hommes mais aussi des signes. Toute l'icône a les caractéristiques d'un emblème héraldique. L'identité des deux figures symbolise leur unité. Elles s'insèrent remarquablement bien dans le rectangle du tableau. Les couleurs brillantes cinabre et émeraude sont en harmonie avec le caractère des deux frères exemples d'une fermeté morale et d'une grande noblesse spirituelle. Les vêtements des deux frères ont été restaurés au XVIe siècle. Le col d'un des frères et les bordures au bas de leur tunique sont garnies d'ornements imitant des pierres précieuses. 